# LeechCraft
LeechCraft — свободная кроссплатформенная модульная рабочая среда, включающая в себя браузер, IM-клиент, аудиоплеер, клиент для чтения лент новостей, BitTorrent-клиент и другие модули.
Проект был начат в марте 2006 года. Первая публичная сборка появилась 23 ноября 2007 года.
LeechCraft написан на C++ с использованием библиотек Qt и Boost. Возможна поддержка модулей на отличных от C++ языках программирования, например, отдельным модулем реализована экспериментальная поддержка Python и JavaScript.
Программа входила в состав Linux-репозиториев таких дистрибутивов, как Gentoo, openSUSE, Fedora (позже была удалена из нескольких дистрибутивов). Последняя публичная версия была выпущена в 2014 году.

## Архитектура
LeechCraft основан на модульной архитектуре: вместо того, чтобы интегрировать все функции в одно монолитное приложение, предоставляется механизм модулей, или плагинов, позволяющий комбинировать необходимые плагины и добавлять нужную функциональность. Именно плагины выполняют всю работу — отображают веб-страницы, скачивают файлы, обрабатывают новости и т. д. При этом, пользователь может устанавливать только ту часть модулей, функциональность которых ему необходима.
Само ядро программы при этом лишь загружает модули и обеспечивает их взаимосвязь, и никакие функции, важные для конечного пользователя, на него не возложены. Таким образом, LeechCraft — не является браузером либо торрент-клиентом, так как возможна установка без соответствующих модулей.
Модули могут взаимодействовать друг с другом. Например, IM-клиент может использовать модули облачного хранения данных для передачи файлов. Модуль медиаплеера может использовать модули интеграции с различными сайтами для поиска новой музыки, рекомендаций, биографий, текстов песен, обложек. Скачанный документ может быть отображен просмотрщиком документов. Взаимодействие скрыто от пользователя: например, RSS-клиент делегирует скачивание лент новостей HTTP-модулю и использует модуль веб-браузера для полноценного отображения HTML-содержимого.
Также модули могут иметь свои собственные субмодули, как, например, блокировщик рекламы для веб-браузера или модули поддержки конкретных протоколов для IM-клиента. Кроме того, модули могут предоставлять другие модули: таким образом, например, реализуется поддержка скриптовых плагинов при помощи модуля Qrosp.

## Модули
Для Leechcraft существуют десятки модулей, в частности:

### Azoth
Мультипротокольный IM-клиент.
Включает в себя следующие возможности:
- Многовкладочный интерфейс.
- Списки приватности.
- Передача файлов.
- Расширенные статусы: настроение, занятие, местоположение, играемая мелодия (информация о которой может автоматически браться по MPRIS или из модулей-плееров вроде LMP).
- Полная поддержка конференций и закладок.
- Уведомления об участии в чате.
- Поддержка регистрации аккаунтов из клиента.
- Уведомления о доставке.
- Обзор сервисов.
- Поддержка PGP.

Отдельные модули предоставляют следующие возможности, среди прочих:
- Автоматическая вставка длинных кусков текста на pastebin.
- Антиспам.
- Метаконтакты.
- Поддержка Adium-стилей.
- Проверка орфографии.
- Отображение LaTeX-формул в окне разговора.
- Поддержка OTR-шифрования.

В настоящее время поддерживаются следующие протоколы:
- IRC
- XMPP[7]
- Windows Live Messenger
- Mail.Ru Агент
- Произвольные протоколы из Telepathy.

### LMP
Ориентированный на коллекции аудиоплеер, основанный на Phonon.
- Поддержка социальных сервисов типа Last.FM (при помощи соответствующих модулей, таких как LastFMScrobble) — скробблинг, отображение биографии, похожих исполнителей, персональных рекомендаций, предстоящих событий, недавних релизов, трендов и т. п.
- Транскодирование и загрузка файлов на портативные устройства.
- Автоматическое скачивание обложек альбомов, менеджер обложек.
- Поддержка радио, как персонализированного с Last.FM, так и потоков вроде Digitally Imported.
- Получение дискографий и возможность предпрослушивания треков, альбомов и исполнителей при помощи соответствующих модулей, таких как модуль TouchStreams, получающий аудиопотоки из ВКонтакте.
- Автоматический поиск текстов песен.
- Динамические и статические списки воспроизведения.
- Поддержка gapless playback с gstreamer-бекендом.
- Редактор тегов аудиофайлов.

### SB2
Основанный на QML модуль боковой панели, расширяемый при помощи специальных виджетов — кварков.
Доступны следующие стандартные кварки:
- Меню.
- Кварк открытия и переключения задач и вкладок.
- Область уведомлений.

Также некоторые модули предоставляют свои кварки, например:
- TPI отображает прогресс текущих незавершенных задач на панели SB2.
- Lemon показывает состояние сетевых подключений.
- GMail Notifier показывает число непрочитанных писем в GMail-ящике.
- Launchy предоставляет панель быстрого запуска для избранных приложений.

### Прочие модули
- Poshuku — веб-браузер, основанный на WebKit. Имеет плагины[9]:
  - CleanWeb — фильтр рекламы, совместимый с блок-листами расширения AdBlock для Firefox.
  - FatApe — модуль поддержки пользовательских скриптов Greasemonkey.
  - OnlineBookmarks — интеграция с социальными онлайн-сервисами хранения закладок: Read It Later и Del.icio.us.
- AdvancedNotifications — модуль гибкой настройки уведомлений, позволяющий устанавливать различные параметры уведомлений в ответ на различные события. Позволяет, например, проигрывать определённый звук при заходе конкретного пользователя в конкретную конференцию в IM-модуле, или игнорировать все сообщения от группы контактов.
- Aggregator — клиент для чтения лент новостей в форматах RSS, Atom и RDF, с поддержкой хранения архива новостей и экспорта в форматы OPML, LCAE, fb2 и PDF.[10].
- BitTorrent-клиент с поддержкой DHT, Magnet-ссылок, UDP-трекеров, IPv6, последовательной загрузки, переименования файлов и каталогов, ограничений скорости[11].
- Monocle — просмотрщик документов в форматах PDF, PostScript, DjVu и fb2.
- LackMan — менеджер пакетов для LeechCraft, работающий в пространстве пользователя и не требующий прав администратора. Служит для установки скриптовых плагинов, наборов медиафайлов или локализаций и т. п. Учитывает зависимости и может автоматически обновлять пакеты.
- Liznoo — модуль управления питанием, отображающий заряд батарей и обеспечивающий другие модули информацией об электропитании.
- NetStoreManager — модуль поддержки облачных хранилищ данных (Google Drive).
- SecMan — менеджер хранения приватной информации — паролей, сохраненных данных форм, и т. д.

## Критика
В 2011 году отмечалась незрелость проекта, отход от концепции Unix-way, малое количество разработчиков, слабая документация, неинтуитивность и нестабильность работы под ОС Windows.